# From the Bottom of My Broken Heart
A From the Bottom of My Broken Heart (magyarul: Az összetört szívem mélyéről) egy dal Britney Spears 1999-ben kiadott …Baby One More Time című debütáló albumáról. 1999. december 15-én jelent meg a Jive Records gondozásában az album ötödik és egyben utolsó kislemezeként. Larry Rudolph több kiadónak elküldött egy Spears által énekelt dalt, végül a Jive Records fedezte fel őt, hiszen szerintük érzelmeket közvetített és megjelenése is eladhatóvá tette. Az énekesnő lehetőséget kapott, hogy Eric Foster White producerrel dolgozhasson. A balladát ő szerezte, és a produceri munkát is ő végezte. A szám egy tinipop stílusú felvétel, ami szerelemről, illetve a szakítás utáni érzelmekről szól.
A dal nagyrészt pozitív visszajelzéseket kapott a zenekritikusoktól; klasszikus slágernek titulálták, ugyanakkor megjegyezték, a szám korántsem figyelemreméltó, és a csókon kívül semmire sem utal. Mérsékelt sikereket ért el kereskedelmileg is: 37. lett Ausztráliában, 23. Új-Zélandon. Európában nem jelent meg, de sikerült a 174. helyre kerülnie az Egyesült Királyságban. Az Egyesült Államokban 14. lett a Billboard Hot 100 listán, 17. helyezésig pedig a Pop Songs listán jutott el. 2000. március 28-án platina minősítést kapott a Recording Industry Association of America (RIAA) jóvoltából 1 millió eladott példány után.
A dalhoz tartozó videóklipet Gregory Dark rendezte, és 1999. december 17-én jelent meg. A klip története szerint Spears elutazik otthonából szomorúan, mivel tudja, hogy hiányozni fog neki a szerelme. A videó nagy botrányt keltett a sajtóban, mivel Gregory Dark "felnőtt" filmeket szokott készíteni. Az énekesnő egyik szóvivője elmondta, hogy amikor felkérték a klip rendezésére Darkot, tudták, hogy milyen filmeket rendezett. Az énekesnő a 42. Grammy Awards-on adta elő a számot a …Baby One More Time mellett egyvelegben. Három koncertkörúton volt továbbá hallható a sláger.

## Háttér
1997 júniusában Britney Lou Pearlman menedzserrel tárgyalt arról, hogy csatlakozzon-e az Innosense nevű női popegyütteshez. Lynne Spears megkérdezte egyik családi barátját, Larry Rudolphot, hogy mi a véleménye egy felvételről, melyen Spears Whitney Houston számot ad elő. Rudolph úgy döntött, egy professzionálisabb demót küld el több kiadónak is. Toni Braxton egy stúdióban átdolgozta a demót és tökéletesítette. Spears New Yorkba utazott, hogy kiadók vezetőivel találkozzon. Négyből három elutasította, azzal az érvvel, hogy ők popegyütteseket akarnak, mint a Backstreet Boys és a Spice Girls, és „nem volt szükség még egy Madonnára, Debbie Gibsonra vagy Tiffanyra.” Két héttel később a Jive Records visszahívta őket. Jeff Fenster így nyilatkozott Spears-ről: „Nagyon ritka valakit hallani, aki érzelmes tartalmat tud közvetíteni, ugyanakkor van kereskedelmi vonzereje…” Eric Foster White producerrel dolgozhatott egy hónapig, aki élesített az énekesnő hangján. Miután hallotta a felvett anyagot, Clive Calder megrendelte az albumot. A dalt Eric Foster White szerezte Spears debütáló, …Baby One More Time című albumára. Spears 1997-ben vette fel a számot New Jerseyben és New Yorkban. Dan Petty gitáron játszott, Andy Hess basszusgitározott, White és Chris Trevett keverte a felvételt, a háttérvokált Spears, Angie Simmons, Don Philip és Andrew Fromm biztosította. 1999. december 15-én jelent meg a szám az album ötödik, egyben utolsó kislemezeként. Viszont ismeretlen okokból nem került fel az énekesnő Greatest Hits: My Prerogative című válogatásalbumára.

## Kompozíció

### From the Bottom of My Broken Heart
A From the Bottom of My Broken Heartot Eric Foster White szerezte és ő volt a producere is. Spears "érzelmekkel teli" balladának nevezte. A tinipop jellemzőit képviseli. 5 perc és 10 másodperc hosszú. Chuck Taylor a Billboardtól megjegyezte, hogy a dallal Spears megmutatja a szomorúbb oldalát és a dalszöveg is a szakításról szól. Taylor a dal elejét emelte ki: „Never look back, we said/How was I to know I'd miss you so?/Loneliness up ahead, emptiness behind/Where do I go?” (magyarul: „Sose nézz vissza, mondtuk/Honnan tudhattam volna, hogy ennyire hiányozni fogsz?/Hova induljak?”) Miközben énekel a kórus, Spears rájön, hogy elvesztette a szerelmét: "From the bottom of my broken heart, even though time may find me somebody new/You were my real love, I never knew love, till there was you." (magyarul: „Összetört szívem mélyéből/Bár az idő hozhat nekem valaki mást//Te voltál az igazi szerelmem, nem tudtam mi az a szerelem, amíg meg nem jelentél") A kotta szerint, amit az Universal Music Publishing Group tett közzé, a dal G-dúrban íródott, lassú tempójú és 76 percenkénti leütésszámmal rendelkezik.

### Thinkin' About You
A kislemez B-oldalán a Thinkin' About You című dal található, ami szintén a tinipop jellemzőit viseli. G-dúrban íródott, mérsékelt tempójú és 96 percenkénti leütésszámmal rendelkezik. Spears hangterjedelme D3-tól G5-ig terjed. Craig McDennis a The Hamilton Spectator-tól megjegyezte, hogy a Thinkin' About You szövege hasonlít Spears Born to Make You Happy című slágeréhez. Jane Stevenson a Toronto Sun-tól a dalról azt mondta, hogy felnőttesebbé-nőiesebbé teszt Britneyt.

## Kritikai fogadtatás
A From the Bottom of My Broken Heart vegyes, illetve pozitív visszajelzéseket kapott a zenekritikusoktól. Amanda Murray, a Sputnikmusic egyik kritikusa ügyes-erős dalnak nevezte, de kislemezként jelentéktelennek vélte. Az MTV-től Kyle Anderson kritizálta a szövegét, azt állítva, hogy csak egy csókra utal, semmi másra. A Rolling Stone „újabb slágernek” titulálta a …Baby One More Time, a Sometimes és a (You Drive Me) Crazy mellett. Stephen Thomas Erlewine az AllMusictól dicsérte a többi kislemezzel együtt. Chuck Taylor, a Billboard kritikusa is dicséretben részesítette. Ezenkívül a következőt nyilatkozta:
„A tizennyolc éves Britney Spears az 1999-es év legtöbb lemezt eladó új művésze. Egy évvel ezelőtt a …Baby One More Time-mal még csak álmodozott. Aztán megjelent az első balladája, a Sometimes, ezt követően pedig a pörgős (You Drive Me) Crazy. Majd a From the Bottom of My Broken Heart-tal folytatta nyaktörő sikerét a kislemezlistákon. Eric Foster White írt és készített egy olyan dalt, amivel Spears érettebbé tudott válni. […] Spears csillaga ragyog, fényesebb, mint valaha és ezzel könnyen folytatni tudja a karrierjét. Egyszerűen egy ász.”

## Kereskedelmi fogadtatás
2000. február 19-én a From the Bottom of My Broken Heart a Billboard Hot 100 lista 52. helyén debütált. Ezt követően a 14. helyezést érte el, 78 000 eladott példány után. Azon a héten a legtöbbet eladott kislemez lett. A Hot Singles Sales listán a 73. helyről a 3.-ra, majd a 2. helyig jutott a szám 2000. március 5. A szám megjelent a Billboard más listáin is: a Top 40 Tracks (24. hely), Pop Songs (17. hely) és Radio Songs (53. hely) listákon. 2000. március 28-án a Recording Industry Association of America (RIAA) platina minősítést ítélt a felvételnek 1 millió fizikai eladott példány után. 2000 végén a 77. helyen végzett a Billboard Hot 100 év végi listáján. A From the Bottom of My Broken Heart a Nielsen SoundScan szerint a 2000-es évek 8. legsikeresebb kislemeze volt. 2012 júniusára 778 000 CD formátumú és 33 000 digitális példány kelt el belőle az Egyesült Államokban. Második legsikeresebb fizikai kislemeze lett ott. Ausztráliában 47. helyen debütált, majd 37. pozícióig jutott. Öt hetet töltött a slágerlistán. Új-Zélandon jobban teljesített, 23. helyezést ért el a szám. Bár Európában nem jelent meg a dal, a brit kislemezlistán 174. helyezésig jutott, Kanadában öt hétig maradt a listán, a 25. helyezésig jutott, melyet 2000. február 28-án ért el.

## Videóklip

### Háttér
A Jive Records Gregory Darkot bízta meg a videóklip rendezésével. Dark elmondta, hogy olyan klipet akart, ami egy új képet alkot Spearsről, miután a …Baby One More Time-al létrehozta a csintalan iskoláslány képet. Ezenkívül megjegyezte:„ Most lesz egy története a klipnek és nem lesz benne tánc, inkább komoly és érzelmes Britneyt fogunk látni.” Miután befejezték a klip forgatását Dark a következőt nyilatkozta: „Sokat mosolyogtam, mert Britney lazításnak vélte a forgatást és nagyon jól érezte magát.” A klip producere a FM Rocks Production Company szervezet volt. Az MTV Total Request Live című műsorában debütált a klip 1999. december 17-én.

### Áttekintés
A klipben Spears csomagolja a holmiját és készül, hogy elutazzon otthonról. Ideges, mert tudja, hogy hiányozni fog neki első szerelme. Visszaemlékezik arra, amikor még a barátjával felmásztak egy szélmalomra és ott múlatták az időt. A klip vége előtt Spears vár egy buszmegállóban, hogy elutazzon egy busszal, miközben a szerelme siet, hogy még utoljára lássa a lányt. Mire viszont odaér, Spears már elindult a busszal egy ismeretlen helyre.

### Kritikusi fogadtatás
Linda Ruth Williams író szerint a videó felkeltette a sajtó figyelmét, mivel Dark pornófilmeket forgatott korábban és Spears még épp hogy elmúlt tizennyolc éves akkor. Spears képviselője a következőt válaszolta egy Sunday Sportnak adott interjú során: „Én úgy tudom, hogy Dark rendezett már videóklipeket is. Mellesleg ez a klip nem tartalmaz semmi felnőtt tartalmat.” Dark reagált a negatív véleményekre: „Én nem tagadom, rendeztem már felnőtt filmet és ezt nem szeretném titkolni.” A Billboard riportere, Carla Hay elmondta, hogy a klip rendezője nem nagyon folyásólja be a kislemez értékesítését. A She Bop II: The Definitive History of Women in Rock, Pop and Soul szerzője, Lucy O'Brien szerint az, hogy Dark rendezte a videót azt sugallja, hogy Spears nem is olyan ártatlan. A Time brit újságírói, Hadden és Henry Robinson Luce azt mondta, hogy a klip teljesen normálisra sikeredett. A klip felkerült az MTV 2000-es évkönyvének egyik listájára, amiben a legjobb, legnagyobb, legemlékezetesebb klipeket összegezték.
Alec Hanley Bemis a LA Weeklytől nagyon kritizálta Britneyt és a klipet. Úgy gondolta, hogy Spears „zenei tehetségének hiánya” kezdi befolyásolni a karrierjét, miután Darkot kérték fel a klip rendezésére. Megjegyezte azonban, hogy Spears már hozott megkérdőjelezhető döntést. Példaként az 1999 elején tartott fotózást hozta fel, amikor felkerült a Rolling Stone címlapjára. Továbbá kijelentette, hogy Spears próbál gyorsan felnőni és megkérdezte, hogy „Ki van ágyban Britneyvel most? Egy TV bulvárlapban kiderült, hogy Spears anyja messze van otthonától. Ezt a hírt Spears is megerősítette. A rajongók nyilván örülnének, ha Spears az ’N Sync vagy a Backstreet Boys egy tagjával lenne a házukban. De az egyetlen ellenőrizhető tény nekünk, hogy Spears elkezdett rosszabb emberekkel dolgozni.”

## Élő előadások
Spears először első turnéján, a …Baby One More Time Tour-on adta elő. Miután kislemezként is megjelent, a …Baby One More Time mellett egy egyveleg részeként adta elő a 42. Grammy Awards-on. Spears egy hosszú nyakú pulóvert és egy szoknyát viselt az előadás elején, míg a táncosok körülvették legyezőkkel. Miután elénekelte a dal egy rövidített változatát, levette a pulóvert és egy másik ruhában kezdte el énekelni a …Baby One More Time-ot. Jocelyn Vena Spears 10 legjobb TV-s előadása közé sorolta. Spears 2000-ben, a Crazy 2k Tour-on is előadta dalt. A táncosok felhoztak a közönségről a színpadra a fiút és a dal előadása közben adott Spears egy autogramot a fiúnak. Később az Oops!… I Did It Again World Tour állomásain is hallható volt a szám. Csillogó farmerban és nyakba akasztós felsőben adta elő egy akusztikus változatát a dalnak. Egy gitáros segítette előadását. Az 1999-es Disney Channel in Concert-en is elénekelte a számot, majd Time Out with Britney Spears című kiadványában is helyet kaptak az előadások.

## Számlista és formátumok
| - Ausztrál CD kislemez 1. From the Bottom of My Broken Heart (Radio Version) – 4:34 2. (You Drive Me) Crazy (Jazzy Jim’s Hip-Hop Mix) – 3:40 3. Thinkin’ About You – 3:35 4. Sometimes (Answering Machine Message) – 0:25 - CD kislemez 1. From the Bottom of My Broken Heart (Radio Version) – 4:34 2. (You Drive Me) Crazy (Jazzy Jimvs Hip-Hop Mix) – 3:40 3. Born to Make You Happy (videóklip) – 3:35 4. From the Bottom of My Broken Heart (videóklip) – 4:34 | - 12" kislemez 1. From the Bottom of My Broken Heart (Ospina’s Millennium Funk Mix) – 3:29 2. From the Bottom of My Broken Heart (Ospina’s Millennium Funk Mix Instrumental) – 3:29 3. From the Bottom of My Broken Heart (Radio Version) – 4:34 - The Singles Collection kislemez 1. From the Bottom of My Broken Heart (Radio Version) – 4:34 2. Thinkin’ About You – 3:35 |

## Slágerlistás helyezések és minősítések
| Kislemezlista (2000)              | Legjobb helyezés |
| --------------------------------- | ---------------- |
| Ausztrál kislemezlista            | 37               |
| Brit kislemezlista                | 174              |
| Kanadai Hot 100 kislemezlista     | 25               |
| Olasz kislemezlista               | 50               |
| Új-zélandi kislemezlista          | 23               |
| USA Billboard Hot 100 lista       | 14               |
| USA Mainstream Top 40 (Pop Songs) | 17               |
| USA Top 40 Tracks                 | 24               |
| USA Rhythmic Top 40               | 26               |
| USA Radio Songs                   | 53               |

| Kislemezlista (2000)    | Helyezés |
| ----------------------- | -------- |
| Billboard Hot 100 lista | 77       |

| Kislemezlista (2000–2009)         | Helyezés |
| --------------------------------- | -------- |
| Billboard Hot Singles Sales lista | 8        |

| Ország           | Minősítés    | Eladás   |
| ---------------- | ------------ | -------- |
| Egyesült Államok | Platinalemez | 778 000+ |

## Közreműködők
| From the Bottom of My Broken Heart - Britney Spears – vokál, háttérvokál - Eric Foster White – dalszerzés, komponálás, keverés - Chris Trevett – keverés - Dan Petty – gitár - Andy Hess – basszusgitár - Angie Simmons – háttérvokál - Don Philip – háttérvokál - Andrew Fromm – háttérvokál | Thinkin' About You - Britney Spears - vokál, háttérvokál - Eric Foster White - dalszerzés, komponálás - Mikey Bassie - dalszerzés |

Forrás:

## Megjelenések
| Régió            | Dátum              | Formátum                     | Kiadó        |
| ---------------- | ------------------ | ---------------------------- | ------------ |
| Egyesült Államok | 1999. december 15. | CD kislemez                  | Jive Records |
| Egyesült Államok | 2000. január       | Mainstream rádiós megjelenés | Jive Records |
| Óceánia          | 2000. február 22.  | CD kislemez                  | Jive Records |

## Fordítás
- Ez a szócikk részben vagy egészben  a   From the Bottom of My Broken Heart című angol Wikipédia-szócikk fordításán alapul.  Az eredeti cikk szerkesztőit annak laptörténete sorolja fel. Ez a jelzés csupán a megfogalmazás eredetét és a szerzői jogokat jelzi, nem szolgál a cikkben szereplő információk forrásmegjelöléseként.

## Külső hivatkozások
- Videóklip a Vevo-n – VEVO.
- From the Bottom of My Broken Heart dalszövege